# 1700-е годы
1700-е (ты́сяча семисо́тые) го́ды по григорианскому календарю — промежуток времени с 1 января 1700 года по 31 декабря 1709 года, включающий 1700 год 10-го десятилетия XVII века  и с 1701 по 1709 годы    1-го десятилетия XVIII века 2-го тысячелетия.  Они закончились 316 лет назад.

## Важнейшие события
- «Бобровые войны» между французами и ирокезами завершены Великим Монреальским Миром (1701)[1][2][3].
- Деканские войны (1681—1707).
- Северная война (1700—1721). Битва при Нарве (1700). Битва при Лесной (1708). Полтавская битва (1709).
- Война за испанское наследство (1701—1714). Битва при Мальплаке (1709). Начало правления Бурбонов в Испании (с 1700; Филипп V).
- Восстание Ракоци в Венгрии (1703—1711).
- Лиссабонский и Метуэнский договоры (1703) — Англия получила преимущества в торговле с Португалией и её колониями.
- Королевство Великобритания образовано объединением Англии и Шотландии (1707). Финансовый крах Шотландии в результате неудачной колонизации бухты Дарьен (1698—1700). Акт о престолонаследии принят в Англии (1701). Великий шторм (1703).

## Культура
- Юлианский календарь принят в России (1700 год).
- Санкт-Петербург основан (1703 — заложен первый камень Петропавловской крепости).
- Начало строительства Старого Летнего дворца в Китае (1707).
- Собор Святого Павла (1708; Рен, Кристофер).

## Государственные деятели
- Пётр I, царь, император (1682—1725).
- Карл XII, король (1697—1718).

## Природные явления
- Извержение Фудзиямы (1707—1708).
- Самая холодная зима за 500 лет в Европе (Зима 1708—1709 годов).